# Скунксови
Скунксовите (Mephitidae) са семейство дребни Хищници включвани в семейство Порови (Mustelidae).

## Етимология
Латинското име на семейството идва от лат. mephit  – неприятна миризма. Думата „скунк“ произлиза от езика на индианците абенаки.

## Физическа характеристика
Скунксовете са дребни, подобни на пор хищници с издължено и набито телосложение, къси, силни крака с дълги нокти приспособени за копаене и дълга рунтава опашка. Дължината им варира до 43 – 90 см. Дългата им гъста козина има характерна черно-бяла окраска, служеща им като сигнализираща защитна окраска, с различни вариации на ивици и петна при отделните видове, понякога с преобладаващи тъмни кафяви, сиви или кремави оттенъци. С нея те предупреждават евентуалните си нападатели за добре развитите си анални жлези, отделящи секрет - сложно съединение от съдържащи сяра метил- и бутилтиоли (C4H7SH)) - с ужасна миризма, наподобяваща тази на смесица между развалени яйца, чесън и изгоряла гума.

## Разпространение
Скунксовете от типа, известен като „американски скунксове“, се срещат в Америка от Канада на север до Патагония на южния континент, а този, познат като миризливи язовци в Югоизточна Азия – особено на островите от Малайския архипелаг. 

## Класификация
Първоначално скунксовете са класифицирани като подсемейство в състава на семейство Порови (Mustelidae), но през 90-те години на ХХ век генетични изследвания водят до обособяването им в самостоятелно семейство, към което се отнасят и малайските миризливи язовци (Mydaus), които в по-старата литература се срещат в състава на подсемейство Язовци (Melinae).
По-рано петнистите скунксове са смятани за представители на един-единствен вид: петнист скункс (Spilogale putorius), но скорошни генетични изследвания разграничават 4 отделни вида.
Северноамериканските зурлести скунксове (Conepatus leuconotus) преди са разделяни на два вида: западен (C. mesoleucus) и източен (C. leuconotus), но впоследствие е установена тяхната идентичност и понастоящем се считат за един вид.
Последните изследвания приемат, че семейство Скунксови включва следните четири рода:
- род Mephitis – ивичести скунксове
  - Mephitis mephitis – ивичест скункс
  - Mephitis macroura – мексикански скункс

- род Spilogale – петнисти скунксове
  - Spilogale angustifrons – южен петнист скункс
  - Spilogale gracilis – западен петнист скункс
  - Spilogale putorius – (източен) петнист скункс
  - Spilogale pygmaea – петнист скункс джудже

- род Conepatus – зурлести скунксове
  - Conepatus leuconotus – северноамерикански зурлест скункс
  - Conepatus semistriatus – ивичест зурлест скункс, амазонски скункс
  - Conepatus chinga – южноамерикански зурлест скункс
  - Conepatus humboldtii – патагонски зурлест скункс
- род Mydaus – малайски миризливи язовци
  - Mydaus javanensis – явански язовец
  - Mydaus (Suillotaxus) marchei – палавански миризлив язовец

## Начин на живот и поведение
Скунксовете са самостоятелни, териториални животни, активни привечер и рано сутрин, като останалата част от денонощието прекарват скрити в своите бърлоги. Своята бърлога скункса изкопава сам или ползва дупките на други животни (мармоти, язовци и др.), но може да се скрие и в скална пукнатина, хралупа на дърво или дори в запустяла сграда. Макар и единаци по природа, през зимата скунксовете понякога се събират по няколко в обща бърлога (обикновено в състав от един мъжки и до 12 женски) за да се топлят един-друг с телата си. През зимата обаче не изпадат в летаргичен сън, но все пак са ниско активни и рядко излизат навън.

### Хранене
Скунксовете са всеядни и известни като много лакоми животни. Разчитат най-вече на силното си обоняние и добрия си слух. Общо взето ядат всичко което могат да открият или уловят на земята, според сезона и не подминават мърша, дори се приучават да ровят в човешките отпадъци. Месната си диета разнообразяват с плодове, корени, треви, ядки, гъби. Много обичат пчелен мед, нападат безогледно кошерите разчитайки на дебелата си козина предпазваща ги от ужилванията на пчелите.

### Отбранителни навици
Скунксовете пръскат неприятелите си с миризлив секрет. Повечето хищници разпознават уникалната черно-бяла предупредителна окраска на скункса и ги избягват. Освен това при среща с неприятел скунксът първо заплашва със съскане, зъбене, тропане с крака и вирва рунтавата си опашка нагоре откривайки аналните си жлези, след което пръска секрет, целейки се на височината на носа. Миризмата на секрета е неприятна, но той не оказва вредно влияние.
Тази отбранителна стратегия е много ефективна срещу хищници с добро обоняние като кучета, вълци, мечки, белки и дори - срещу човека.
Същевременно зрението им е много лошо. Не виждат добре на повече от 3 метра разстояние и поради това огромен брой скунксове стават жертва на движещите се по пътищата автомобили. 

## Размножаване и жизнен цикъл
Скунксовете са полигамни животни, един мъжки се съвокуплява с няколко женски. Техният размножителен период обикновено е рано напролет. След варираща при различните видове, но най-често около 66-дневна бременност (обикновено през май) женската ражда в предварително приготвена от нея за целта бърлога от 4 до 7 малки. Те се раждат слепи, глухи, но напълно покрити с мека бебешка козина. Проглеждат след около 3 седмици. След близо два месеца те са напълно развити и отбити, но остават с майка си почти до навършване на година, когато достигат и полова зрялост. Майката-скункс ревностно защитава своите малки. Мъжките не вземат участие в отглеждането на малките и дори представляват заплаха за тях.
Скунксовете имат кратка продължителност на живота. Освен че са честа жертва на пътния трафик, много хора и стрелят по тях или ги тровят. По-малко от 10% доживяват 3-годишна възраст. Като домашни любимци и въобще в условията на питомство, скунксове могат да живеят до около 10, понякога - и до 20 години. Отглеждането им обикновено става след като се отстранят аналните им жлези. Сериозна пречка за развъждането на скунсковете в плен, представлява липсата на достатъчно генетично разнообразие в рамките на питомната американска популация.